# Rząd przejściowy w Syrii
Syryjski rząd przejściowy (arab. ‏الحكومة الانتقالية السورية‎) to obecny rząd tymczasowy Syrii, utworzony 29 marca 2025 roku pod przewodnictwem prezydenta Ahmada asz-Szary. Zastąpił on syryjski rząd opiekuńczy kierowany przez Muhammada al-Baszira.
Rząd został ogłoszony przez asz-Szarę podczas ceremonii w Pałacu Prezydenckim w Damaszku, gdzie nowi ministrowie zostali zaprzysiężeni i wygłosili przemówienia przedstawiające ich programy. Utworzono dwa nowe ministerstwa: Ministerstwo Młodzieży i Sportu oraz Ministerstwo Zarządzania Kryzysowego i Katastrof. Stanowisko premiera zostało zniesione. Ministerstwo Energii powstało z połączenia Ministerstwa Energii Elektrycznej, Ministerstwa Ropy Naftowej i Zasobów Mineralnych oraz Ministerstwa Zasobów Wodnych, natomiast Ministerstwo Gospodarki i Przemysłu powstało z połączenia Ministerstwa Gospodarki i Handlu Zagranicznego, Ministerstwa Handlu Wewnętrznego i Ochrony Konsumentów oraz Ministerstwa Przemysłu.

## Tło
Ofensywy syryjskiej opozycji w 2024 roku, o kryptonimie "Odstraszanie agresji", były prowadzone przez Hajat Tahrir asz-Szam i wspierane przez sprzymierzone z Turcją grupy Syryjskiej Armii Narodowej. Ofensywy te doprowadziły do szybkiego upadku dyktatury Baszara al-Assada, kończąc pięć dekad rządów rodziny Assadów, które rozpoczęły się, gdy Hafez al-Assad przejął władzę w 1971 roku pod rządami partii Baas w wyniku zamachu stanu.
Po upadku reżimu Asada, dziewiąty premier Baszara al-Asada, Mohammad Ghazi al-Dżalali, pozostał na swoim stanowisku przy wsparciu opozycji i Ahmada asz-Szary, aż do utworzenia rządu opiekuńczego, na czele którego stanął Muhammad al-Baszir. W dniu 12 lutego 2025 roku dwie główne organizacje dawnej syryjskiej opozycji, Syryjska Koalicja Narodowa i Syryjska Komisja Negocjacyjna, ogłosiły swoją lojalność wobec rządu tymczasowego. W dniu 11 marca 2025 roku asz-Szara podpisał porozumienie z Mazloumem Abdim, dowódcą Syryjskich Sił Demokratycznych (SDF), o włączeniu instytucji kontrolowanych przez SDF do państwa, ustanowieniu przejść granicznych i zobowiązaniu się do walki z pozostałościami reżimu Assada. Termin fuzji został ustalony na koniec 2025 roku.
Rząd wdrożył tymczasową konstytucję Syrii z 2025 roku, tymczasową konstytucję ratyfikowaną przez prezydenta Syrii Ahmada asz-Szarę w dniu 13 marca 2025 roku, ustanawiającą podstawowe prawo Syrii na pięcioletni okres przejściowy od 2025 do 2030 roku. Konstytucja tymczasowa ustanawia system prezydencki z władzą wykonawczą w rękach prezydenta, który mianuje ministrów, bez stanowiska premiera.

## Formacja
W dniu 29 marca syryjski rząd przejściowy został ogłoszony przez asz-Szarę podczas ceremonii w Pałacu Prezydenckim w Damaszku, podczas której nowi ministrowie zostali zaprzysiężeni i wygłosili przemówienia przedstawiające ich programy. Rząd zastąpił pierwszy syryjski rząd tymczasowy, który został utworzony po upadku reżimu Assada.
Czterech z nowych ministrów należało do grup mniejszościowych: Yaarub Bader, Alawita; Amjad Badr, Druz; Hind Kabawat, Chrześcijanin; i Mohammed Abdul Rahman Turko, Kurd. W skład rządu weszły również postacie z różnych grup dawnej syryjskiej opozycji: podczas wojny domowej Mohammed Abu al-Khair Shukri był członkiem Syryjskiej Koalicji Narodowej, Raed al-Saleh był dyrektorem Białych Hełmów, a Hind Kabawat pełniła funkcję zastępcy szefa Syryjskiej Komisji Negocjacyjnej w Genewie.

## Ministrowie
| Ministerstwo                        | Minister                     | Frakcja    | Od            |
| ----------------------------------- | ---------------------------- | ---------- | ------------- |
| Spraw Wewnętrznych                  | Anas Khattab                 | HTS        | 29 marca 2025 |
| Obrony Narodowej                    | Murhaf Abu Kasra             | HTS        | 29 marca 2025 |
| Sprawiedliwości                     | Mazhar al-Wais               | HTS        | 29 marca 2025 |
| Awqaf (Darowizn)                    | Mohammed Abu al-Khair Shukri | SKN        | 29 marca 2025 |
| Szkolnictwa Wyższego                | Marwan al-Halabi             | niezależny | 29 marca 2025 |
| Spraw Społecznych i Pracy           | Hind Kabawat                 | niezależny | 29 marca 2025 |
| Energii                             | Muhammad al-Baszir           | HTS        | 29 marca 2025 |
| Finansów                            | Mohammed Yusr Barniyeh       | niezależny | 29 marca 2025 |
| Ekonomii i Przemysłu                | Mohammad Nidal al-Shaar      | niezależny | 29 marca 2025 |
| Zdrowia                             | Musaab Nazzal al-Ali         | niezależny | 29 marca 2025 |
| Administracji Lokalnej i Środowiska | Mohammed Anjrani             | HTS        | 29 marca 2025 |
| Zarządzania Kryzysowego i Katastrof | Raed al-Saleh                | niezależny | 29 marca 2025 |
| Rolnictwa i Reform Rolnych          | Amjad Badr                   | niezależny | 29 marca 2025 |
| Edukacji                            | Mohammed Abdul Rahman Turko  | niezależny | 29 marca 2025 |
| Robót publicznych i Mieszkalnictwa  | Mustafa Abdul Razzaq         | HTS        | 29 marca 2025 |
| Kultury                             | Mohammed Saleh               | niezależny | 29 marca 2025 |
| Młodzieży i Sportu                  | Mohammed Sameh Hamedh        | HTS        | 29 marca 2025 |
| Turystyki                           | Mazen al-Salhani             | niezależny | 29 marca 2025 |
| Rozwoju Administracyjnego           | Mohammad Skaf                | HTS        | 29 marca 2025 |
| Transportu                          | Yaarub Bader                 | niezależny | 29 marca 2025 |
| Informacji                          | Hamza al-Mustafa             | niezależny | 29 marca 2025 |